# Universiteit van Cergy-Pontoise
De Universiteit van Cervy-Pontise (UCP) is een universiteit in de Franse stad Cergy-Pontoise in het departement Val-d'Oise, Île-de-France. De universiteit werkt vanop een twaalftal campussen, voornamelijk in Cergy, Pontoise en Neuville-sur-Oise.

## Faculteiten
- Recht
- Economie en Administratie
- Talen en Internationale Studies, geesteswetenschappen
- Wetenschap en Technologie
- Sciences Po Saint-Germain-en-Laye (in samenwerking met de Universiteit van Versailles-Saint-Quentin-en-Yvelines)[2].

## Presidenten
- François Germinet (sinds 2012)
- Françoise Moulin Civil (2008-2012)
- Thierry Coulhon (2004-2008)
- René Lasserre (1999-2004)
- Bernard Raoult (1991-1999)